# Glass (河村隆一の曲)
『Glass』（グラス）は、河村隆一の2枚目のシングル。1997年4月23日にgai RECORDSから発売。

## 概要
LUNA SEA時代も含め、河村隆一が初めてミリオンセラーを記録したシングル。

## チャート成績
オリコン最高2位（1位は同日発売の華原朋美「Hate tell a lie」）、売上101.1万枚。

## 収録曲
1. Glass
作詞：河村隆一　作曲：河村隆一&吉田美智子　編曲：河村隆一・中村哲・難波正司
テレビ朝日系『ビートたけしのTVタックル』エンディングテーマ
2. Kiss
作詞：河村隆一&吉田美智子　作曲：河村隆一　編曲：河村隆一&難波正司
3. Glass（フルート・ヴァージョン）
自身は、こちらの方が気に入っていると語っている。